# Ludwik Mycielski (powstaniec styczniowy)
Rotm. Ludwik Mycielski (ur. 14 września 1837 w Chocieszewicach, zm. 4 listopada 1863 koło wsi Strachosław niedaleko Chełma) – polski ziemianin, uczestnik powstania styczniowego.

## Życiorys
Był najstarszym synem działacza społecznego i oficera w powstaniu listopadowym, Teodora (zm. 1874) i Anieli z Mielżyńskich, bratem m.in. Ignacego. Kształcił się w gimnazjum we Wrocławiu, następnie służył w kawalerii pruskiej. Dosłużył się stopnia podporucznika. Po opuszczeniu służby wojskowej objął dobra w Smogorzewie (powiat Koźmin).
Po wybuchu powstania udał się w marcu 1863 do Krakowa, a następnie do obozu generała Mariana Langiewicza w Goszczy. Został mianowany rotmistrzem i brał udział w organizowaniu powstańczej kawalerii. Wyróżnił się w bitwach pod Chrobrzem i Grochowiskami. Ranny wyjechał na kurację do Wiednia.

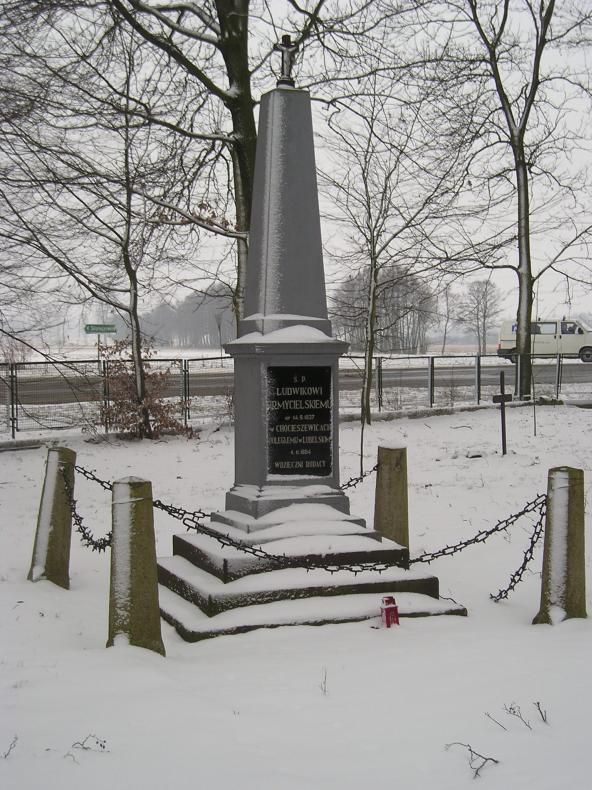
Pomnik Ludwika Mycielskiego w Gębicach koło Pępowa

Po powrocie do Krakowa zorganizował oddział kawalerii (trzy plutony, ok. 80 żołnierzy) i na jego czele, w lipcu 1863, udał się w granice Królestwa Polskiego. Nie udało mu się połączyć z oddziałem powstańczym pod dowództwem "Kosy" i po porażce w potyczce z kozakami, wycofał się do Galicji. Niepowodzenie akcji Mycielskiego, spotkało się z ostrą krytyką (m.in. lwowskiej "Gazety Narodowej") i doprowadziło do wytoczenia mu sprawy przed sądem wojennym, który go jednak uniewinnił. W październiku 1863 udał się w Lubelskie i dowodził jazdą w oddziale Tomasza Wierzbickiego. Poległ, dowodząc patrolem, w starciu z dragonami rosyjskimi, podczas bitwy pod Mołodutynem (Zieliński wymienia tę miejscowość jako Mołoduszyn) 2 listopada 1863 r, został pochowany na cmentarzu unickim w Sielcu.
Nie był żonaty. Podobno wyróżniał się potężnym wzrostem i nieprzeciętną siłą fizyczną.
Polegli powstańcy 1863 roku zostali odznaczeni przez prezydenta RP Ignacego Mościckiego 21 stycznia 1933 roku Krzyżem Niepodległości z Mieczami.